# Austriackie Koleje Państwowe (na terenie Galicji)

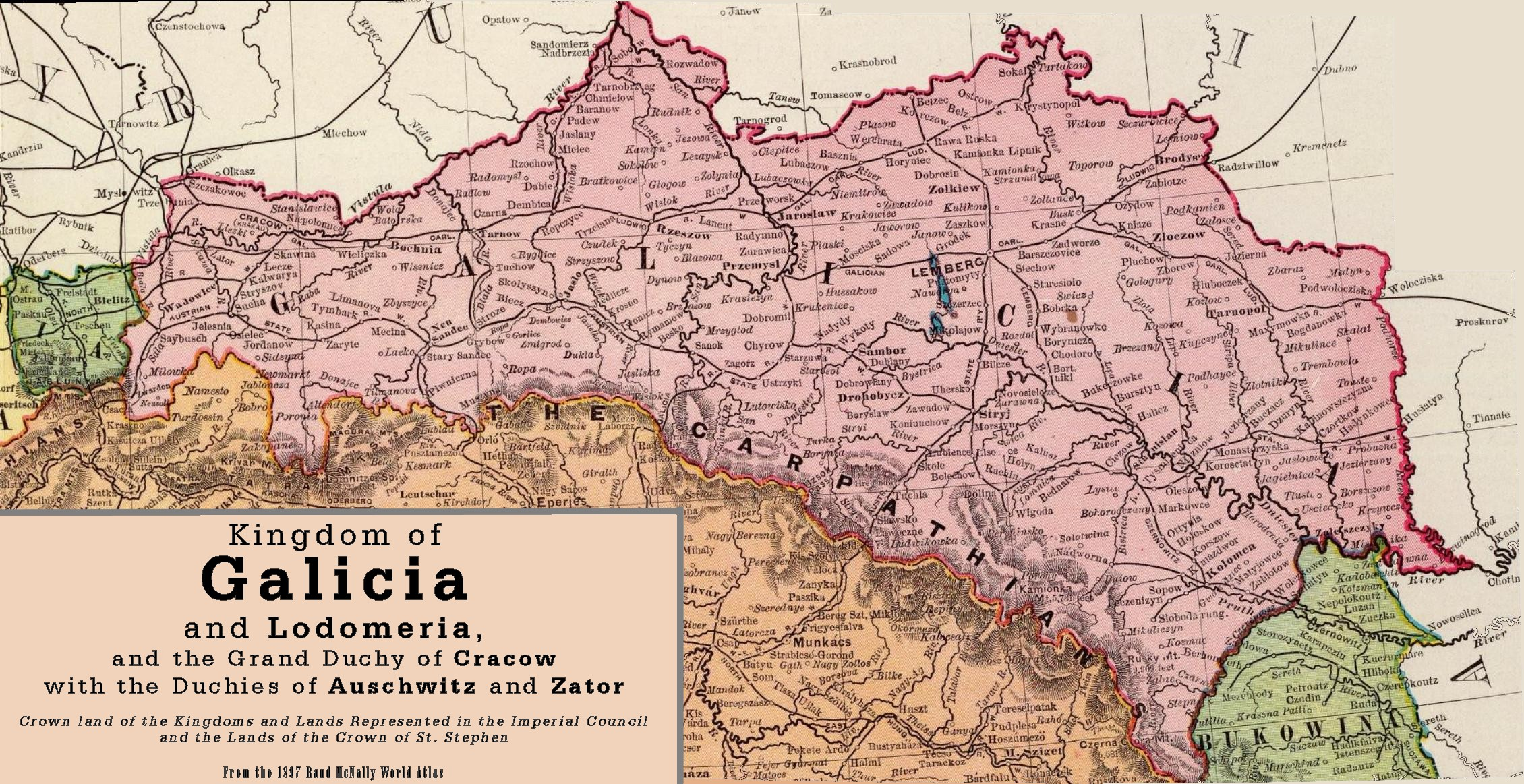
Linie kolejowe w Galicji przed 1897

Austriackie Koleje Państwowe (na terenie Galicji) (niem. Oesterreichische Staatsbahn (im Gebiet Galiziens), OSGG) – wybudowane, w latach 1850-1857 i 1875-1906, w granicach Cesarstwa Austriackiego koleje państwowe o łącznej długości 2 884,6 km.
Składały się z 38, połączonych ze sobą, linii i odcinków o bardzo zróżnicowanej długości (od 1,2 do 266,7 km). Pierwszą z nich, 65 km otwarto w końcu kwietnia 1850. Ostatnią, 59 km uruchomiono ponad pół wieku później (1906).
Ogólna długość linii kolei państwowych na terenie Galicji ulegała dużym zmianom. Początkowo, w 1857 były to 4 odcinki o łącznej długości 182,9 km. W styczniu 1858 zostały wykupione przez Kolej Północną (2 odcinki, dł. 66,7 km) i Kolej galicyjską im. Karola Ludwika (2 odcinki, dł. 116,2 km). Przez prawie 18 lat koleje państwowe nie eksploatowały żadnych linii kolejowych na terenie Galicji. Później nastąpił okres burzliwego rozwoju sieci kolejowej w Galicji. W latach 1875–1876 otwarto 3 linie (dł. 257,9 km). Rok 1884 zaowocował oddaniem do użytku 8 nowych linii o łącznej długości 722,3 km. Trzy lata później łączna długości linii kolei państwowych w Galicji przekroczyła 1,5 tys. km (1 546,4 km), a w 1892 przekroczyła 2,2 tys. km (2 293,9 km). W październiku 1906 istniało wszystkie 38 linii o długości 2 884,6 km.

## Chronologiczny wykaz odcinków kolejowych otwartych lub przejętych przez Austriackie Koleje Państwowe (na terenie Galicji)
- 30 kwietnia 1850
  - Kraków – Trzebinia – Mysłowice dł. 65,47 km
  - Szczakowa – Maczki dł. 1,22 km
- 20 lutego 1856: Kraków – Dębica dł. 110,79 km
- 26 stycznia 1857: Bieżanów – Wieliczka dł. 5,37 km
- 18 listopada 1875
  - Chyrów – Stryj dł. 100,17 km
  - Drohobycz – Borysław dł. 11,43 km
- 18 sierpnia 1876: Tarnów – Stróże – Nowy Sącz – Leluchów dł. 146,30 km
- 1884
  - 1 sierpnia: Oświęcim – Podgórze dł. 64,18 km
  - 20 sierpnia: Grybów – Zagórz dł. 114,29 km
  - 15 listopada
    - Zwardoń – Żywiec dł. 37,29 km
    - Stanisławów – Buczacz dł. 71,25 km

  - 16 grudnia: Żywiec – Nowy Sącz dł. 136,43 km
  - 22 grudnia: Sucha – Skawina dł. 45,19 km
  - 26 grudnia: Lwów – Stryj – Stanisławów dł. 180,95 km
  - 31 grudnia: Buczacz – Husiatyn dł. 72,71 km
- 8 kwietnia 1885: Zagórzany – Gorlice dł. 4,23 km
- 5 kwietnia 1887: Stryj – Beskid dł. 79,30 km
- 12 października 1888: Jasło – Rzeszów dł. 70,05 km
- 1889
  - 1 stycznia: Przemyśl – Chyrów – Krościenko – Komańcza – Łupków dł. 145,98 km
  - 30 lipca: Lwów – Czerniowce dł. 266,66 km
- 1 stycznia 1892
  - Kraków – Lwów dł. 242,37 km
  - Podłęże – Niepołomice dł. 4,69 km
  - Lwów – Podwołoczyska dł. 192,19 km
  - Krasne – Brody – Radziwiłłów dł. 49,23 km
  - Jarosław – Sokal dł. 146,27 km
  - Dębica – Rozwadów dł. 99,49 km
  - Sobów – Nadbrzezie dł. 7,91 km
- 20 listopada 1894: Stanisławów – Woronienka dł. 95,56 km
- 22 grudnia 1899: Stryj – Chodorów dł. 40,64 km
- 14 stycznia 1900: Przeworsk – Rozwadów dł. 74,42 km
- 27 sierpnia 1903: Lwów – Sambor dł. 76,80 km
- 1904
  - 1 lipca: Nowy Targ – Sucha Góra dł. 21,26 km
  - 19 listopada: Sambor – Strzyłki Topolnica dł. 35,10 km
- 24 sierpnia 1905: Strzyłki Topolnica – Sianki dł. 54,41 km
- 31 października 1906
  - Trzebinia – Oświęcim dł. 25,24 km
  - Dziedzice – Oświęcim dł. 21,39 km
  - Bielsko – Żywiec dł. 20,31 km
  - Bielsko – Kalwaria dł. 58,73 km